# Batalion KOP „Małyńsk”
Batalion KOP „Małyńsk” – pododdział forteczny Korpusu Ochrony Pogranicza.
Batalion stanowił załogę fortyfikacji stałych nad Słuczą.

## Formowanie i zmiany organizacyjne
Na podstawie zarządzenia L.dz. 1746/Tj. Og.Org./39 z 10 marca 1939 został utworzony batalion KOP „Małyńsk”. Batalion formowany miał być w dwóch fazach. I faza do dnia 20 marca 1939 obejmowała utworzenie dowództwo i jednej kompanii. Drugą fazę planowano na jesień 1939, a obejmować miała organizację kolejnych trzech kompanii. Wchodził tymczasowo w skład organizacyjny pułku KOP „Sarny”. Był jednostką organizacyjną, taktyczną wyszkoleniową, macierzystą i oddziałem gospodarczym.
W batalionie mogli służyć żołnierze zasadniczej służby wojskowej narodowości polskiej pochodzący z RKU Lublin-powiat (bez powiatu Lubartów) i RKU Kraśnik. Żołnierze o specjalności broni pancernych i łączności mogli być dobierani z innych RKU. Do batalionu nie mogli być przenoszeni: repatrianci z ZSRR po 1922, posiadający rodziny w ZSRR, karani za nielegalne przekroczenie granicy, karani sądownie za przestępstwa przeciwko państwu i z chęci zysku oraz podejrzani o przynależność względnie sympatię do partii komunistycznej.
Z dniem 15 maja 1939 batalion stał się oddziałem gospodarczym. Stanowisko kwatermistrza batalionu przemianowane zostało na stanowisko zastępcy dowódcy batalionu do spraw gospodarczych, płatnika na stanowisko oficera gospodarczego, zastępcy oficera materiałowego dla spraw uzbrojenia na zbrojmistrza, zastępcy oficera materiałowego dla spraw żywnościowych na oficera żywnościowego.

## Walki batalionu
Baon jeszcze 14 września otrzymał rozkaz opuszczenia fortyfikacji i udania się na przedmoście rumuńskie. Wieczorem 16 września transporty były już gotowe do odjazdu. Tymczasem 16 września samoloty niemieckie zbombardowały stację kolejową Równe i ruch na linii kolejowej od Sarn na południe został sparaliżowany. Na wiadomość o wkroczeniu Armii Czerwonej, dowódca KOP gen. bryg. Wilhelm Orlik-Rückemann wydał 17 września w Dawidgródku rozkaz stawienia oporu i jednoczesnej koncentracji batalionów na zapleczu fortyfikacji na rzece Słucz, w rejonie Moroczna, Lubieszowa i Siedliszcza. Koncentracja miała być realizowana pod osłoną fortyfikacji obsadzonych przez pułk KOP „Sarny”, w tym batalionu KOP „Małyńsk. Wykonując rozkaz dowódcy KOP, dowódca pułku ppłk Sulik podjął decyzję o powrocie baonów fortecznych „Sarny” i „Małyńsk” na dotychczas zajmowane pozycje. Do godzin rannych 18 września bataliony forteczne ponownie zajęły opuszczone pozycje.
Około godziny 5:10 19 września 1 kompania „Tyszyca”, zajmująca ufortyfikowane pozycje na południowym odcinku fortyfikacji odcinka „Sarny”, stoczyła zaciętą walkę z przemieszczającym się pododdziałem Armii Czerwonej.
Stoczoną walkę tak relacjonuje plut. Strączek:

Około godz. 5:10 powróciła cała placówka i złożyła meldunek, że duży oddział żołnierzy rosyjskich maszeruje w kierunku na Wyręby. Przekazałem meldunek oficerowi inspekcyjnemu, po jego przyjęciu, nie czekając na dalsze rozkazy, obserwowałem przedpole i zobaczyłem, że duży oddział rosyjskich żołnierzy maszeruje w odległości około 1200 m w kierunku na Wyręby. Szli jak „stado baranów”, w długich płaszczach, na głowie jedni mieli hełmy, inni czapki spiczaste z gwiazdą. Karabiny długie ze szpikulcami - maszerowali jak na ćwiczeniach, nie ubezpieczeni. Wydałem rozkaz otwarcia ognia przez ckm nr 1, krótką serię, aby sprawdzić skuteczność. Zobaczyłem, jak w kolumnie nastąpiło zamieszanie, ale nie przerywali marszu, gdyż oddziały maszerujące naciskały z tyłu. Wydałem rozkaz dalszego strzelania przez obydwa cekaemy. Skutek był straszny, kłębowisko ludzi i naciskający z tyłu żołnierze, którzy nie zwracając uwagi na leżących, maszerowali dalej. Od kolumny odłączył się mały oddział i zaczął posuwać się w moim kierunku, w przestrzeń pola „całkowitego rażenia” - po dobiegnięciu do jego granicy został on dosłownie skoszony przez cekaemy. W trakcie prowadzenia ognia w pewnej chwili usłyszałem pojedyncze wybuchy artyleryjskie i zobaczyłem na przedpolu dosłownie „jatkę” - to sąsiedni obiekt ogniem na wprost raził oddział rosyjski. Ze względu na wystrzelanie połowy amunicji kazałem przerwać ogień i uzupełnić wodę w chłodnicach. W czasie tej czynności zadzwonił dowódca kompanii, każąc natychmiast przerwać ogień i wycofać się zgodnie z ustaleniami w kierunku stacji kolejowej Małyńsk. Z przedpola dochodziły jęki i wołania rannych. W godzinach wieczornych wymaszerowaliśmy w kierunku m. Stepań

Batalion utrzymał swoje pozycje do 19 września. Około godziny 14:00 dowódca pułku ppłk Sulik wydał rozkaz opuszczenia fortyfikacji. Batalion maszerował w kolumnie południowej dowodzonej przez ppłk. art. Edwarda Czernego. W jej składzie maszerowały także: baon graniczny KOP „Bereźne”, resztki baonu fortecznego KOP „Osowiec” i część szwadronu kawalerii „Bystrzyce” rtm. Wiktora Jakubowskiego. Kolumna szła w kierunku na Stepań.
Ostatecznie, w rejonie Kuchecka Wola-Kuchcze-Chrapin-Moroczno, zebrało się około 8700 żołnierzy, w tym blisko 300 oficerów. Na podstawie rozkazu gen. bryg. Orlika-Rückemanna powstało tu improwizowane Zgrupowanie KOP. Batalion wszedł w jego skład.
23 września dowódca zgrupowania zdecydował maszerować trzema oddzielnymi kolumnami w kierunku Włodawy. Kolumnę południową stanowiło zgrupowanie ppłk. Czernego, którego trzonem był batalion forteczny KOP „Małyńsk”. Kolumna maszerować miała na Maniewicze, Rudkę i Hutę. 23 i 24 września pododdziały atakowane były przez sowieckie lotnictwo. Rano 25 września w rejonie Kamienia Koszyrskiego, dokonano ponownej reorganizacji sił. Utworzono dwie kolumny. Dowódca kolumny południowej przejął batalion sztabowy złożony z dwóch kompanii policyjnych i kompanii zbiorczej. Wieczorem 25 września batalion maszerował w kierunku Kamienia Koszyrskiego i Włodawy. Następnego dnia dotarł do lasu Postupeł. Po odpoczynku dziennym, kontynuowano marsz w kierunku Szacka, który planowano osiągnąć w godzinach porannych 28 września. 26 września kolumna południowa przeszła przez Ratno osiągając rano 27 września rejon Krymna.
Kontynuując marsz w ciągu nocy z 27 na 28 września, poszczególne pododdziały osiągnęły las na wschód i południowy wschód od Szacka. W tym czasie nagminne stawały się dezercje żołnierzy pochodzących z terenów wschodnich.

## Żołnierze batalionu
Dowódcy batalionu:
- ppłk piech. Wincenty Wnuk (marzec - sierpień 1939 → dowódca 31 pp)
- mjr art. Lucjan Frakowski (wrzesień 1939)

### Obsada personalna w marcu 1939
Ostatnia „pokojowa” obsada personalna batalionu:
- dowódca batalionu – ppłk Wincenty Wnuk
- I zastępca dowódcy – mjr art. Lucjan  Frakowski
- adiutant – kpt. Gałecki Julian Czesław
- oficer łączności – kpt. łączn. Józef Piotr Mikołajski
- oficer saper – kpt sap. Eugeniusz Lesser
- oficer broni – kpt. uzbr. Franciszek Vogel
- oficer ds. chemicznych – vacat
- lekarz medycyny – kpt. dr Franciszek Henryk Gesing
- II zastępca dowódcy (kwatermistrz) – kpt. adm. (piech.) Zdzisław Kazimierz Dunikowski
- oficer mobilizacyjny – vacat
- oficer materiałowy – kpt. Władysław Stanisław Studencki
- oficer gospodarczy – kpt int. Tomasz Adamski
- dowódca 1 kompanii – kpt. Ryszard  Hepner
- dowódca plutonu – kpt. Eugeniusz Kordiaczyński
- oficer plutonu – por. Feliks Bogucki
- dowódca plutonu – kpt. Eugeniusz Zygmunt Mężyk
- oficer plutonu – por. Edward Olejarczyk
- oficer plutonu – por. Stanisław Waszukanis
- dowódca plutonu – kpt. Józef Wolski
- oficer plutonu – por. Stefan Derfert
- oficer plutonu – por. Tadeusz Bronisław Matzner
- dowódca plutonu artylerii – kpt. art. Tadeusz Kazimierz Gruszka
- I oficer plutonu – por. Jan Różecki
- II oficer plutonu – por. Janusz Aleksander  Markowski
- III oficer plutonu – por. Tadeusz Szczęsny Bobrowski